# Annika Dopping
Annika Christina Dopping, född 16 juni 1956 i Stockholm, är en svensk programledare i TV med eget produktionsbolag och kommunikationsbyrå, ofta anlitad som moderator, föreläsare, filmproducent och kommunikationskonsult.

## Biografi
Annika Dopping var reseledare och platschef för Fritidsresor innan hon utbildade sig till sjukgymnast i Göteborg. Efter att ha frilansat som journalist valdes hon ut som en av åtta till den tvååriga TV-producentutbildningen TV-Akademien på SVT 1986–87. Hösten 1989 var hon en av fyra programledare i Trekvart i SVT och rekryterades sedan till TV4 då kanalen startade och verkade där som tillförordnad programchef i två år. Sedan dess har hon exempelvis intervjuat Bill Clinton för SVT:s "Agenda" och i eget produktionsbolag producerat filmer och TV-program, som programmen "Tre vise män" med Dalai Lama, Deepak Chopra och Sri Sri Ravi Shankar, "De vise indianerna" med bland andra Chief Oren Lyons samt egna TV-serien "Doppings styrkedroppar" om mänskliga frågor, hälsa, hållbarhet, personlig utveckling och ledarskap. Hon producerar och modererar konferenser, föreläser, har varit medförfattare till två böcker ("Doppings styrkedroppar" och "Rökfri"), samt skrivit nio sagor om att ringa larmnumret 112 för SOS Alarm till alla förskolor. Dopping är idag kommunikationsstrateg och podd/filmproducent, specialiserad på hållbarhetsfrågor. Annika Dopping är dotter till IT-pionjären Olle Dopping och Kerstin, född Carlstedt, f d korsordsredaktör på Svenska Dagbladet, samt tvillingsyster till Staffan Dopping.